# Gimlebreen
De Gimlebreen is een gletsjer op het eiland Nordaustlandet, dat deel uitmaakt van de Noorse eilandengroep Spitsbergen.
De gletsjer is vernoemd naar de Gimlé in de noordse mythologie.

## Geografie
De gletsjer ligt in het zuidwesten van Gustav-V-land en is ongeveer noordoost-zuidwest georiënteerd. Hij komt vanaf de ijskap Vestfonna en mondt uit op de plaats waar het Wahlenbergfjorden uitmondt in de Straat Hinlopen.
Op meer dan drie kilometer naar het noordoosten ligt de gletsjer Bragebreen en op ongeveer vier kilometer naar het noordwesten ligt de gletsjer Forsiusbreen.